# Federico Melchiorri
Federico Melchiorri (Treia, 6 de janeiro de 1987) é um futebolista profissional italiano que atua como atacante.

## Carreira

### Siena
Federico Melchiorri começou a carreira no Siena.

### Cagliari
Melchiorri se transferiu para o Cagliari Calcio, em 2015.